# إيمان العليلي
إيمان خلفان العليلي هي كاتبة إماراتية وخبيرة في هندسة الديكور. حصلت على عدة شهادات علمية في مجال الإدارة والمصارف. تُعتبر إيمان من بين أوائل الكاتبات الإماراتيات اللاتي كتبنَ بشكل سردي ذاتي عن مرض التوحد، كما أنها واحدة من الكاتبات الإماراتيات التي تكتبُ في مجال أدب الرعب، وقد صدرت لها روايتان، الأولى بعنوان «أرني الدنيا بعينيك»، والثانية تحتَ عنوان «إني بريء منكم».

## المسيرة المهنيّة
اكتشفت إيمان موهبتها في الكتابة منذ صغرها كما روت في أحدِ اللقاءات الصحفيّة، حيث كانت تعشق القراءة. تخصّصت في وقتٍ ما في الكتابة عن الأطفال المصابين بالتوحد وذلك بهدف زيادة الوعي في المجتمع حول هذا المرض والتحديات التي يواجهونها، خاصّة بعدما تلقَّت دعمًا كبيرًا من جميع أفراد عائلتها، وخاصة زوجها وأختها حنان العليلي، التي تشغل منصب سفيرة الإمارات لدى جمهورية لاتفيا.
ناقشت إيمان العليلي في كتابتها الأولى رحلتها في علاج ابنها المصاب بالتوحد، حيث شرحت فيه جميع العقبات والإخفاقات والنجاحات التي واجهتها أثناء مساعيها في تأمين مستقبلٍ آمنٍ لطفلها. لاقى الكتاب استحسانًا بين القراء، وخاصة بين المهتمين بمرض التوحد، حيث ساعد العديد من الأهالي في تجاوز صعوباتهم في الحياة كما تؤكّد، أما عن روايتها الثانية بعنوان «إني بريء منكم»، التي نُشرت من قبل دار نشر سما، فهي رواية اجتماعية تحمل بعض عناصر أدب الرعب.

## قائمة الأعمال
تسردُ هذه القائمة أبرز أعمال الروائيّة والكاتبة الإماراتية إيمان العليلي:
| العنوان            | تاريخ النشر | دار النشر | معلومات إضافية |
| ------------------ | ----------- | --------- | --- |
| أرني الدنيا بعينيك |             |           | تدورُ هذه الرواية حول قصة الأمومة والعلاقة القوية التي تربط الأم بطفلها المصاب بمرض التوحد. تتناول الرواية تحديات الحياة مع طفل التوحد وما يترتب عليها من صعوبات ومشاعر تناقضية. قدّمت العليلي في هذا العمل رؤية شخصية لعالم التوحد وكيفية التعامل معه، حيث استعملت الأسلوب السردي من خلال راوٍ مشارك يسهم في تطوير الحبكة السردية محاولَةً خلق جوٍ درامي يجذب القراء ويشد انتباههم، كما استخدمت تقنيات الفن الروائي بمهارة لتصوير التجارب الشخصية والانتقال بين الحقيقة والخيال. حظيت روايتها بتقدير وإشادة النقاد وحققت شعبيةً في الإمارات وعدة دول عربية. |
| إني بريءٌ منكم      |             |           | |